# Kaplica św. Łucji w Mtarfie
Kaplica św. Łucji (malt. Il-kappella ta’ Santa Luċija, ang. Chapel of Santa Lucia), znana także jako stary kościół św. Łucji (malt. Il-kappella l-qadima ta’ Santa Luċija) – średniowieczna rzymskokatolicka kaplica przy Triq Santa Luċija w Mtarfie na Malcie. Wchodzi w skład parafii w Mtarfie. 

## Historia
Achille Ferres, a za nim Noel Ciantar, Alfie Guillaumier i Kilin podają, że kaplica zbudowana została w 1500 przez rodzinę Darmanin z Birgu. Inne źródła natomiast podają, iż kaplica św. Łucji na tym terenie została wspomniana w oficjalnym dokumencie już w 1460. 
W latach 50. XX wieku, podczas prac ziemnych pod fundamenty zakrystii natknięto się na półokrągłą kryptę, w której znaleziono worki ze starymi obrazami ex-voto. Na kilku z nich były widoczne daty 1911 i 1917. Ówczesny kurator kaplicy ks. Mikiel Saliba powiedział, że w czasie I wojny światowej (1914–1918) szpital w Mtarfie był głównym szpitalem wojskowym na wyspie, i wielu żołnierzy w nim leżących miało uszkodzone oczy po atakach gazowych. Ex voto były prawdopodobnie ofiarowane przez nich św. Łucji, tradycyjnie uznawanej jako patronka osób z problemami ocznymi. Noel Ciantar w Kappelli Maltin wysuwa przypuszczenie, że wspomniana krypta może być pozostałością po pierwszej, XV-wiecznej kaplicy, co może znaczyć, że istniejąca kaplica rzeczywiście pochodzi z początków XVI wieku.    
Późniejsze wzmianki o kaplicy św. Łucji w Mtarfie znajdują się w sprawozdaniach z wizyt zarówno prałata Pietro Dusiny w 1575, jak i biskupa Alpherana de Bussan w 1774.
Znaczenie kaplicy zaczęło nieco spadać po wybudowaniu przez Brytyjczyków kaplicy św. Oswalda obok szpitala wojskowego. Co więcej, w latach dziewięćdziesiątych XX wieku, w miarę dalszego wzrostu populacji Mtarfy, obok zegara w Mtarfie zbudowano centrum duszpasterskie z większym kościołem, również poświęconym św. Łucji, dlatego też średniowieczna kaplica była coraz rzadziej wykorzystywana.

## Odnowienie kaplicy
Po tym jak Imtarfa stała się parafią w 2004, odrestaurowano średniowieczną kaplicę św. Łucji. W ramach projektu renowacji, przeprowadzonego na prośbę proboszcza skierowaną do władz i we współpracy z Radą Lokalną Mtarfy, przywrócono pierwotną formę kaplicy oraz usunięto dodany w latach pięćdziesiątych XX wieku budynek. Prace nie polegały jedynie na renowacji budynku kaplicy, ale także na renowacji otoczenia. Obejmowały one wymianę nawierzchni placu przed kaplicą, naprawę ścian i prace związane z otworem wejściowym i oknami, a także odnowienie płyt nagrobnych.

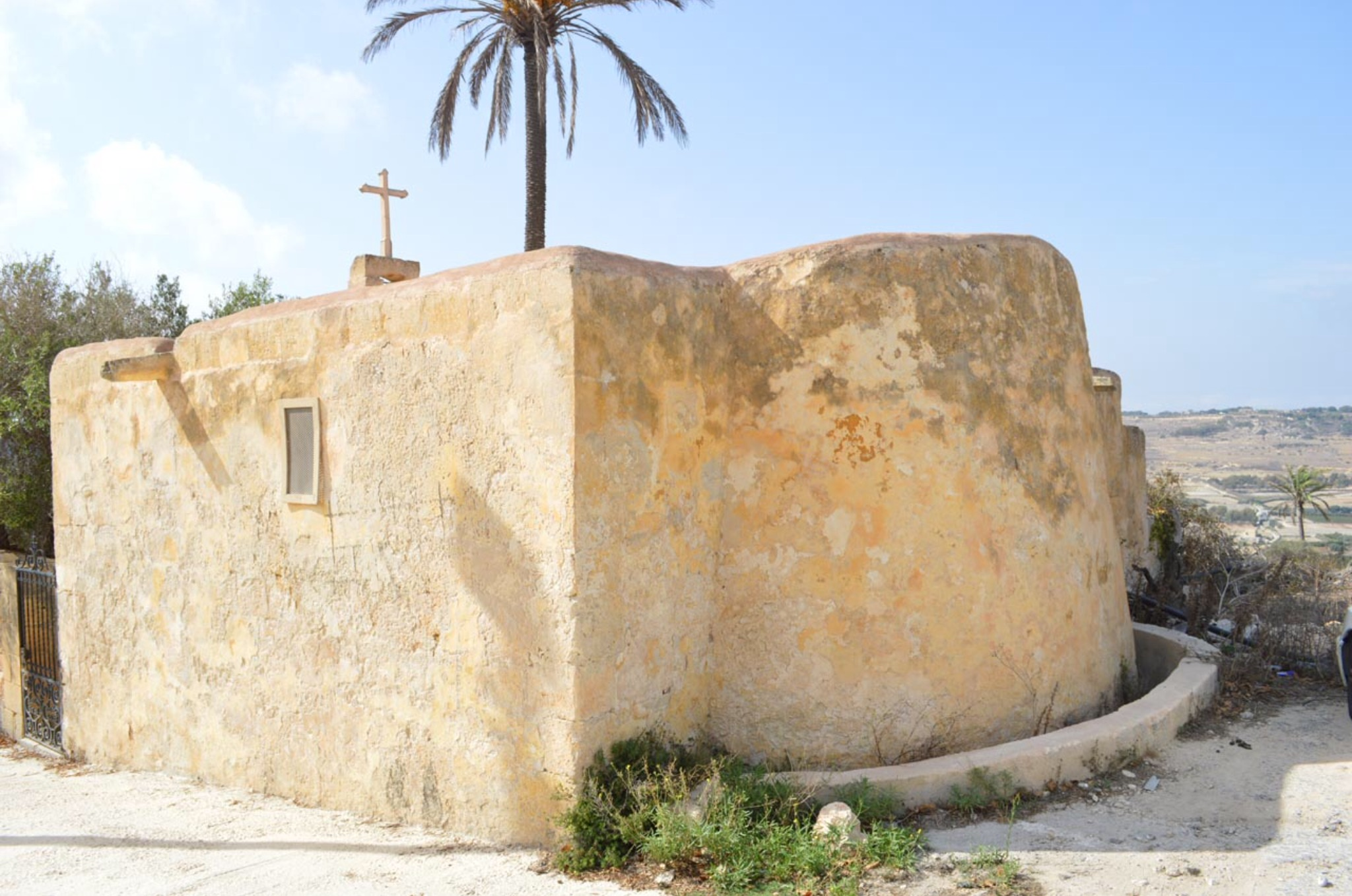
Kaplica od strony apsydy; wokół tej ostatniej widoczny rów odprowadzający wody opadowe.

We wnętrzu odsłonięto na nowo jej pierwotną kolorystykę. Naprawiono także pokrycie dachu, aby wyeliminować przedostawanie się tą drogą wody do środka. Wykonano nową instalację elektryczną i odnowiono podłogę z tradycyjnych płyt.
W kaplicy występowały również problemy z wilgocią, ponieważ z biegiem czasu poziom bocznej drogi podnosił się i sięgał wyżej niż wewnętrzny poziom kaplicy. Dlatego kolejną ważną interwencją było wykonanie od strony apsydy rowu odprowadzającego wody opadowe.
Renowację kaplicy zakończono w 2006.

## Architektura

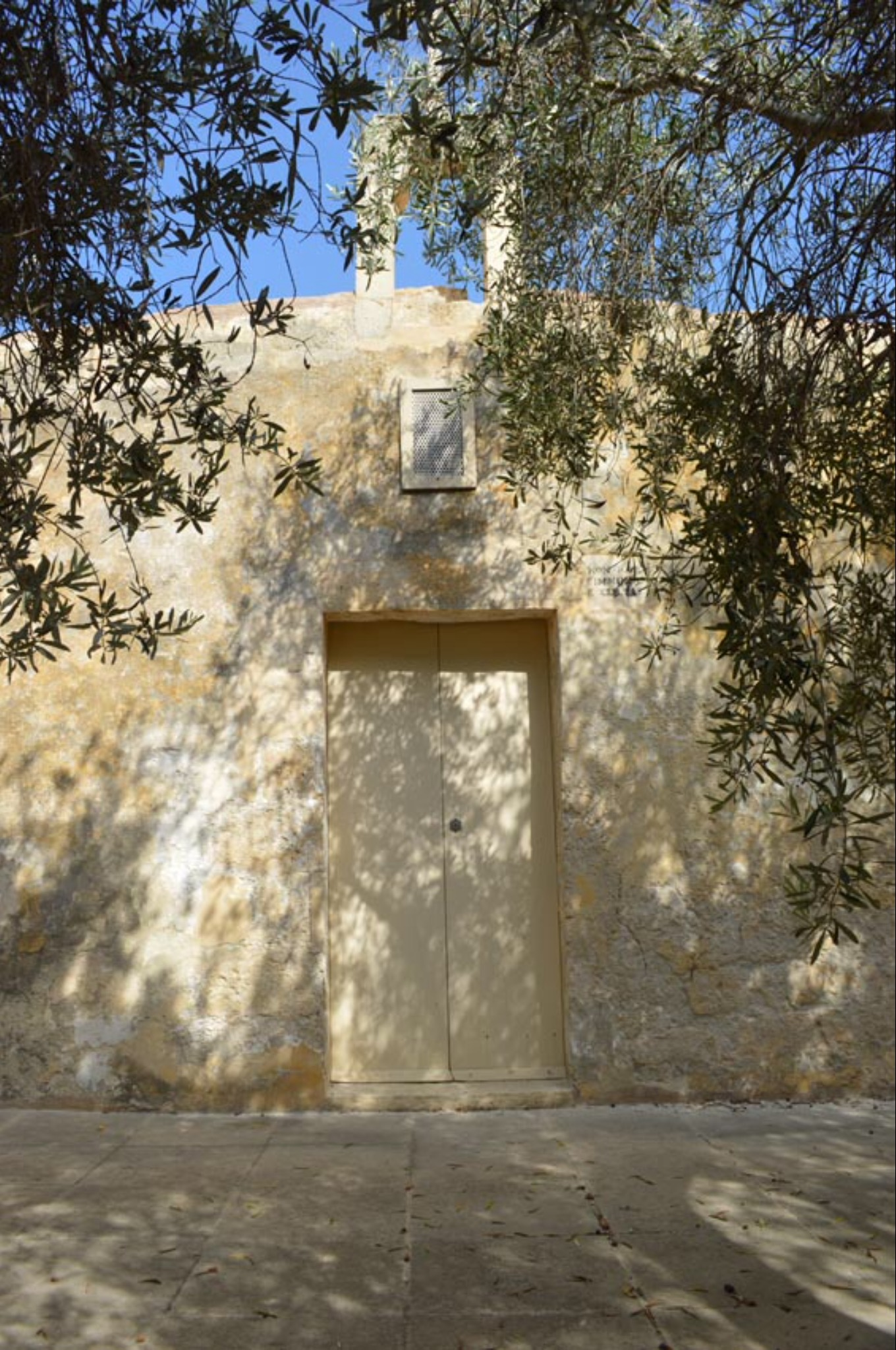
Fasada kaplicy (2016)

### Wygląd zewnętrzny
Kaplica góruje nad Wied il-Qlejgħa z Chadwick Lakes. Jej prosta architektura odzwierciedla styl stosowany w wiejskich kaplicach na Malcie w późnym średniowieczu, i jest jednym z niewielu tego typu budynków, które przetrwały.

Kaplica ma surową fasadę z lekko spadzistym dachem, z którego wystają mwieżeb – proste kamienne rynny odprowadzające wodę deszczową. Centralnie nad fasadę umieszczona jest mała, zwieńczona krzyżem dzwonnica typu bell-cot. Wejście do kaplicy umieszczone jest w jej zachodniej ścianie, nad nim znajduje się centralnie ulokowane małe prostokątne okno. Po prawej stronie wejścia widoczna jest tablica z napisem „NON GODE L’IMMUNITA ECCLESIAE”. Po lewej stronie kaplicy znajduje się zakrystia, która była późniejszym dodatkiem do oryginalnego budynku. Tylną ścianę kaplicy obiega zagłębiony rów ułatwiający spływ wód deszczowych.

### Wnętrze kaplicy

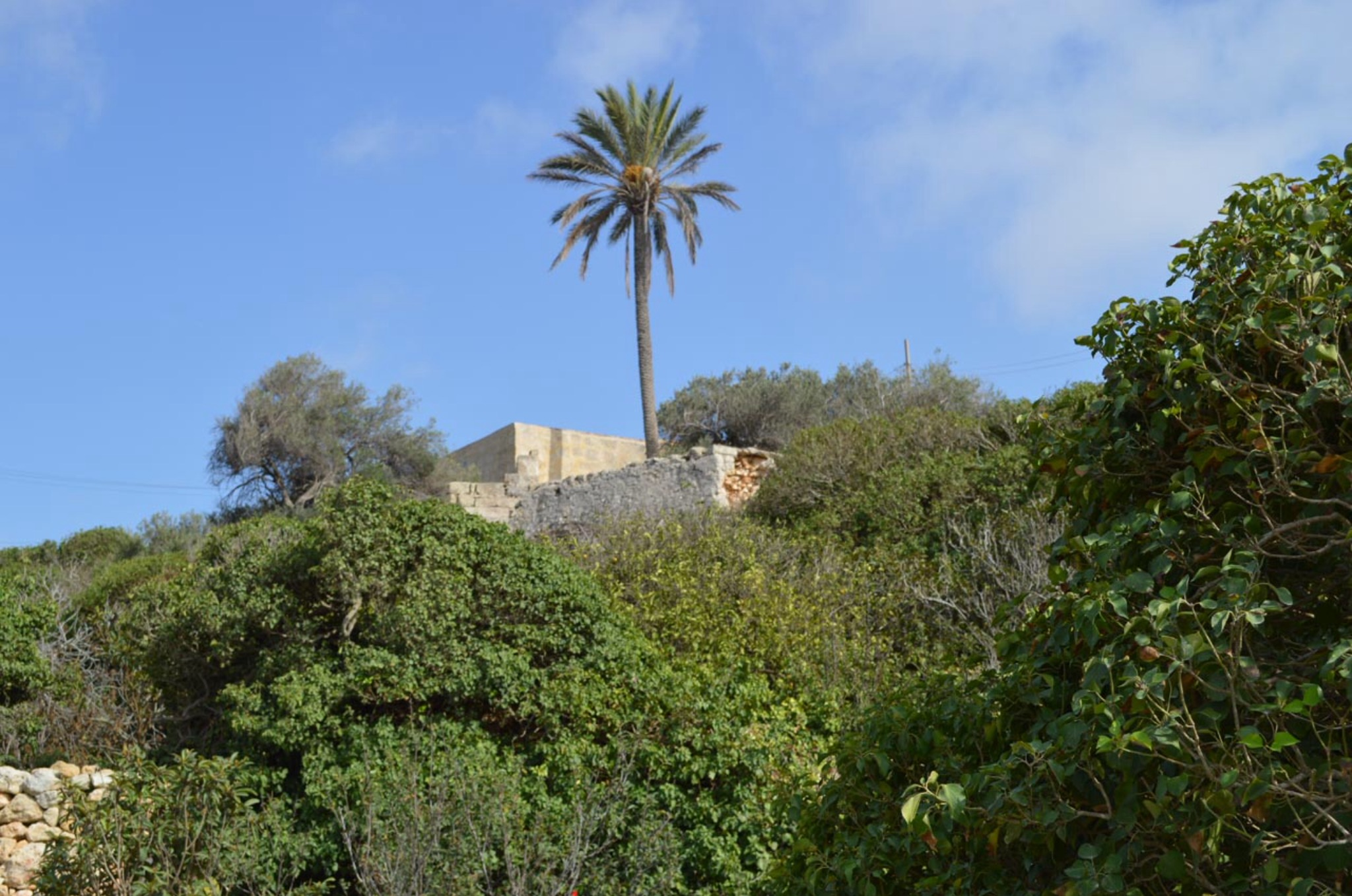
Kaplica widziana z Wied il-Qlejgħa

Wnętrze stanowi pojedyncze pomieszczenie z półkolistą absydą od wschodu, w której znajduje się jedyny ołtarz. Sklepienie wsparte jest na trzech ostro zakończonych łukach schodzących do posadzki.
Obraz znaleziony w świątyni powstał w XVI wieku. Przedstawia św. Łucję trzymającą w prawej ręce gałązką palmową, która symbolizuje dziewictwo. Obok świętej, po jej lewej stronie, widoczny jest mały aniołek wskazujący palcami na talerz na małym stoliku, zawierający parę oczu symbolizujących męczeństwo świętej. Obraz ten został odrestaurowany w latach 90. XX wieku.  

## Kaplica dziś
Obecnie kaplica jest wykorzystywana do adoracji Najświętszego Sakramentu oraz jako miejsce refleksji. 

## Ochrona dziedzictwa kulturowego
W lipcu 2008 kaplicę św. Łucji, obwieszczeniem rządowym nr. 628 w Malta Government Gazette z dnia 21 lipca 2008, uznano za zabytek narodowy I stopnia, zaś 27 czerwca 2014 kaplica została umieszczona w National Inventory of the Cultural Property of the Maltese Islands pod numerem 2320.

## Kaplica w kulturze
W 2004 MaltaPost emitowała serię pięciu znaczków „Wayside Chapels”, wśród których znajdował się jeden o nominale 48ċ przedstawiający kaplicę św. Łucji w Mtarfie.